# Duwalia perula
Duwalia perula (лат.) — вид наездников-ихневомнид, единственный в составе рода Duwalia из подсемейства Ateleutinae (Ichneumonidae). Встречается в Австралии (штат Новый Южный Уэльс).

## Этимология
Название рода Duwalia происходит от слова австралийских аборигенов «duwal», означающего короткое копье с двумя колючками, а также от названия клана из племени дуа (Dua). Название является ссылкой на короткий яйцеклад D. perula с гребнями на дорсальном клапане. Видовое название D. perula происходит от слова Perula — средневековой латинской формы слова «жемчужина», по-видимому, образованная от pernula, уменьшительного от perna (коричневая мидия); по названию типового местонахождения Pearl Beach в Австралии (New South Wales).

## Описание
Ихневмониды мелкого размера (длина переднего крыла 4,6 — 5,1 мм). Основная окраска темно-коричневая и чёрная.
Голова черная; мандибулы светло-бордовые, апикально черноватые; наличник в основании черный, светлеет к вершине, край наличника черноватый. Скапус усика беловатый; педицель дорсально беловатый, вентрально черноватый; жгутик базально коричневатый, апикально черный, членики f5-7 и часть f8 беловатые. Мезосома и метасома темно-бордовые; ноги фиолетовые к вершине; метасома светлее к задней вершине, тергит Т8, яйцеклад и ножны светло-бордовые. Duwalia можно отличить от всех других родов Ateleutinae по сочетанию следующих признаков. (1) Эпикнемический киль вентрально отчетливый, латерально достигает примерно 0,7 расстояния до субалярного гребня. (2) Срединный продольный киль проподеума присутствует, хотя и слабый. (3) Задние голени самца с редкими мелкими щетинками. (4) Задняя крыловая жилка 2-1A отчетливая, почти достигает края крыла. (5) Яйцеклад короткий, прямой, его вершина сагиттирована, дорсальный клапан с отчетливыми зубцами.
Вид был впервые описан в 2019 году и включён в подсемейство Ateleutinae.